# Franjo Tuđmans flygplats
Franjo Tuđmans flygplats (kroatiska: Zračna luka Franjo Tuđman), även kallad Zagrebs flygplats, är Kroatiens största och mest trafikerade internationella flygplats.[källa behövs] Den är belägen drygt tio kilometer sydöst om Zagrebs centralstation och är en av åtta internationella flygplatser i landet. Zagrebs flygplats är ett flygtrafiknav och hemmabas för det nationella flygbolaget Croatia Airlines, det inhemska flygbolaget Trade Air och det Kroatiska flygvapnet och luftförsvaret.[källa behövs]
Flygplatsen är uppkallad efter landets förste president Franjo Tuđman (1922–1999). Den är belägen norr om Pleso, en stadsdel i Velika Gorica som är en förort söder om huvudstaden Zagreb. I folkmun kallas flygplatsen av denna anledning ibland för Pleso flygplats eller bara Pleso.[källa behövs]

## Kommunikationer
Flygplatsen trafikeras regelbundet av flygbussar till och från Zagrebs centrala busstation. Avståndet till Zagrebs centrum är 17 km och restiden till Zagrebs centrala busstation är cirka 40 minuter. Restiden med bil eller taxi är något kortare. Från Velika Gorica som ligger knappt en kilometer från flygplatsen går Zagrebs stadsbussar till Zagrebs centralstation.[källa behövs]

## Terminalbyggnaden och tjänster
Flygplatsen är Kroatiens största. Byggnadens huvudentréer leder till Stora hallen. Där finns bland annat kaféer, restauranger, butiker, gaterna 1-3, toaletter, biluthyrning, incheckningsdisk, turistinformation samt ett fåtal flygbolag representerade, däribland det nationella flygbolaget Croatia Airlines. Utanför flygplatsen finns tre avgiftsbelagda parkeringar samt ett parkområde med sittplatser.[källa behövs]

## Trafik
Från flygplatsen går inrikesflyg till bland annat Dubrovnik, Zadar och Split. Utrikesflyg avgår till flera destinationer, däribland Frankfurt, München, London, Paris, Wien, Köpenhamn och Zürich.

### Frakt- och passagerarstatistik[4]
| 2000 | 1 149 830 | n/a   | n/a    | 7 388  |                                                                        |                                                                        |                                                                        |                                                                        |                                                                        |
| 2001 | 1 185 471 | 3,1▲  | n/a    | 7 791  |                                                                        |                                                                        |                                                                        |                                                                        |                                                                        |
| 2002 | 1 203 436 | 1,5▲  | n/a    | 7 347  |                                                                        |                                                                        |                                                                        |                                                                        |                                                                        |
| 2003 | 1 314 652 | 9,2▲  | n/a    | 8 608  |                                                                        |                                                                        |                                                                        |                                                                        |                                                                        |
| 2004 | 1 408 206 | 7,1▲  | n/a    | 8 899  |                                                                        |                                                                        |                                                                        |                                                                        |                                                                        |
| 2005 | 1 551 519 | 10,2▲ | 18 742 | 12 492 |                                                                        |                                                                        |                                                                        |                                                                        |                                                                        |
| 2006 | 1 728 414 | 11,4▲ | 20 442 | 10 393 |                                                                        |                                                                        |                                                                        |                                                                        |                                                                        |
| 2007 | 1 992 455 | 15,2▲ | 21 625 | 12 564 |                                                                        |                                                                        |                                                                        |                                                                        |                                                                        |
| 2008 | 2 192 453 | 10,0▲ | 22 271 | 12 697 |                                                                        |                                                                        |                                                                        |                                                                        |                                                                        |
| 2009 | 2 062 242 | 5,9 ▼ | 20 342 | 10 065 |                                                                        |                                                                        |                                                                        |                                                                        |                                                                        |
| 2010 | 2 071 561 | 0,5 ▲ | 19 906 | 8 156  |                                                                        |                                                                        |                                                                        |                                                                        |                                                                        |
| 2011 | 2 319 098 | 11,9▲ | 21 180 | 8 012  |                                                                        |                                                                        |                                                                        |                                                                        |                                                                        |
| 2012 | 2 342 309 | 1,0▲  | 19 527 | 8 133  |                                                                        |                                                                        |                                                                        |                                                                        |                                                                        |
| 2013 | 2 300 231 | 1,8▼  | 18 437 | 7 699  |                                                                        |                                                                        |                                                                        |                                                                        |                                                                        |
| 2014 | 2 430 971 | 5,6▲  | 19 174 | 8 855  |                                                                        |                                                                        |                                                                        |                                                                        |                                                                        |
| 2015 | 2 587 798 | 6,4▲  | 19 927 | 9 225  |                                                                        |                                                                        |                                                                        |                                                                        |                                                                        |
| 2016 | 711 669   | 6,0▲  | 12 190 | 3 122  | *Avser april 2016. Procentuell förändring i jämförelse med april 2015. | *Avser april 2016. Procentuell förändring i jämförelse med april 2015. | *Avser april 2016. Procentuell förändring i jämförelse med april 2015. | *Avser april 2016. Procentuell förändring i jämförelse med april 2015. | *Avser april 2016. Procentuell förändring i jämförelse med april 2015. |

### Fotnoter
1. ↑  Zagrebs internationella flygplats Arkiverad 24 februari 2015 hämtat från the Wayback Machine. (engelska)
2. 1 2  Zagrebs internationella flygplats Arkiverad 24 februari 2015 hämtat från the Wayback Machine. - Statistik för åren 2013–2014 (engelska)
3. ↑  ”zagreb-airport”. http://www.zagreb-airport.hr/. Läst 22 januari 2019.
4. ↑  Zagrebs internationella flygplats Arkiverad 25 februari 2015 hämtat från the Wayback Machine. - Statistik för åren 2000–2015 (engelska)
5. ↑  Zagrebs internationella flygplats Arkiverad 24 februari 2015 hämtat från the Wayback Machine. - Statistik för åren 2014–2015 (engelska)